# Zbigniew Waśkiewicz
Zbigniew Waśkiewicz (ur. 17 marca 1970 w Wodzisławiu Śląskim) –  profesor nauk o kulturze fizycznej, rektor AWF im. J. Kukuczki w Katowicach w latach od 2005-2012, od 2006 roku do 2014 oraz ponownie od 2020 do 2022 roku prezes Polskiego Związku Biathlonu, od marca do lipca 2014 prezes Górnika Zabrze, od lutego 2015 roku do sierpnia 2017 roku prezes Rozwoju Katowice.

## Życiorys
Absolwent AWF w Katowicach, gdzie od 2001 kieruje Katedrą Zespołowych Gier Sportowych. W 2004 mianowany profesorem uczelni AWF Katowice, a w 2005 wybrany jej rektorem. W chwili wyboru miał 34 lata, będąc najmłodszym rektorem szkoły wyższej w Polsce.
W 2015 został odznaczony srebrnym medalem Międzynarodowej Unii Biathlonu